# Lunavada
Lunavada (ou Lunawada) était un État princier des Indes, dirigé par des souverains qui portèrent le titre de "rana" puis de "maharadjah" et qui subsista jusqu'en 1948. Il fut depuis intégré dans l'État du Goujerat.

## Liste des ranas puis maharadjahs de Lunavada
- ? - 1817 Pratap-Singhji
- 1817-1818 Shiv-Singhji
- 1818-1849 Fateh-Singhji
- 1849-1851 Dalpat-Singhji
- 1852-1867 Dalil-Singhji
- 1867-1929 Wakhat-Singhji (1860-1929)
- 1929-1948 Virbhadra-Singhji (1910-1986)